# Comté de Boddington
Pour les articles homonymes, voir Boddington.
Le Comté de Boddington est une zone d'administration locale dans le sud-ouest de l'Australie-Occidentale en Australie à environ 120 km au sud de Perth.
Le comté est divisé en un certain nombre de localités:
- Boddington
- Crossman
- Marradong
- Mount Wells
- Quindanning
- Ranford

Le comté a 7 conseillers et est partagé en 2 circonscriptions
- Town Ward (4 conseillers)
- Rural Ward (3 conseillers).